# Thomas Hardy
Thomas Hardy (n. 2 iunie 1840, Dorchester, Anglia, Regatul Unit al Marii Britanii și Irlandei – d. 11 ianuarie 1928, Dorchester, Anglia, Regatul Unit) a fost un scriitor și poet naturalist britanic, cunoscut pentru romanele sale „Tess” și „Departe de lumea dezlănțuită”. 
Evenimentele din majoritatea operelor sale se desfășoară în comitatul semi-imaginar Wessex și sunt marcate de descrieri poetice și fatalism.
Prin opera sa, caracterizată prin studiul amănunțit al caracterelor și ambianțelor, simpatie umană pentru eroi, prin viziunea fatalistă și pesimistă, se opune convenționalității epocii victoriene.

## Biografie
Thomas Hardy s-a născut la Higher Bockhampton, un sătuc din parohia localității Stinsford, la est de Dorchester în comitatul Dorset. Tatăl său a fost un zidar și constructor local. Mama lui Hardy a fost o femeie educată și ambițioasă, contribuind la educația fiului ei până la împlinirea vârstei de 16 ani, când a devenit ucenicul lui John Hicks, un arhitect local. Hardy a studiat arhitectura la Dorchester până în 1862, când s-a mutat la Londra. Cinci ani mai târziu s-a întors la Dorset pentru a lucra ca asistentul lui Hicks. A fost premiat de Institutul Regal al Arhitecților Britanici și de Asociația Arhitecturală.
În 1870, Hardy a cunoscut-o pe Emma Lavinia Gifford, care i-a devenit soție în 1874. Deși până la urmă s-au despărțit, decesul ei în 1912 a avut un efect traumatic asupra lui. A călătorit la Cornwall pentru a revedea locuri legate de ea și de tinerețea lor, și a scris o serie de poezii între 1912-13, prin care și-a exprimat durerea. Deși în 1914 s-a căsătorit cu secretara sa Florence Dugdale, care era cu 40 de ani mai tânără și pe care a cunoscut-o în 1905, Hardy a rămas preocupat de decesul subit al Emmei, încercând să-și învingă remușcarea compunând poezii.
Scriitorul Robert Graves, în autobiografia sa "Goodbye to All That", își amintește de întâlnirea cu Hardy la Dorset la începutul anilor 1920. Hardy a fost o gazdă primitoare pentru Graves și proaspăta lui soție, și l-a încurajat pe tânărul autor în domeniul scrisului.
Viața religioasă a lui Hardy pare să fi fost un amestec de agnosticism și spiritism. Totuși el a scris deseori despre forțele spirituale care controlează universul mai mult prin indiferență sau capriciu decât prin reguli stricte. De asemenea, Hardy a dovedit în lucrările sale o anume fascinație referitor la fantome și spirite. În ciuda acestor sentimente, Hardy a avut totuși o legătură emoțională puternică față de ritualurile Bisericii Creștine, mai ales cele din comunitățile rurale, care au avut o influență formativă în timpul copilăriei sale. Unii critici literari au atribuit perspectiva cenușie din mai multe romane ale sale ca fiind reflectivă a părerii sale că nu există Dumnezeu.

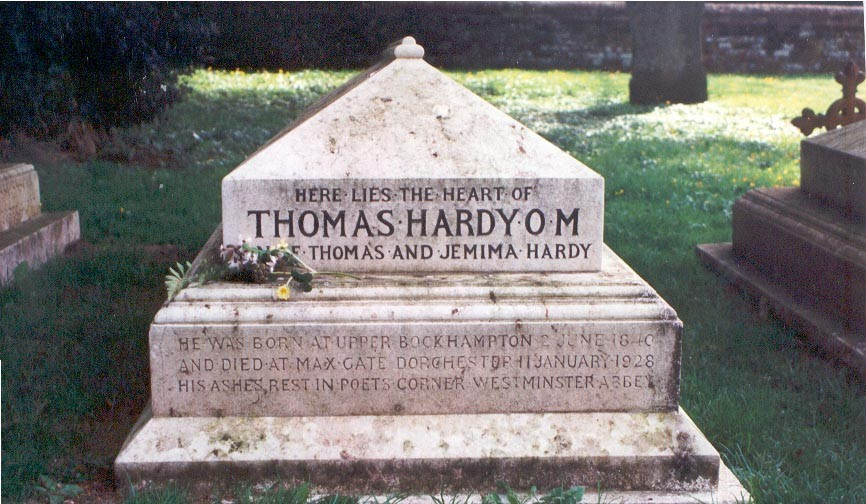
Monumentul funerar al inimii lui Thomas Hardy

Hardy a făcut o infecție la plămâni în decembrie 1927 și a murit în ianuarie 1928, după ce a dictat ultimul său poem soției, pe patul morții. Înmormântarea sa, pe 16 ianuarie la catedrala Westminster Abbey, a fost un eveniment controversat: familia și prietenii au dorit ca locul de veci să fie la satul natal Stinsford, dar executorul său, Sir Sydney Carlyle Cockerell, a insistat să fie la "Poets' Corner" (Colțul Poeților, o secțiune de la Westminster Abbey unde se află urnele a numeroși poeți și scriitori britanici). S-a ajuns la un compromis prin care inima sa a fost îngropată la Stinsford cu Emma, iar cenușa a fost depusă la Colțul Poeților din Catedrala Westminster. 
Opera lui Hardy a fost admirată de mulți autori, printre care D.H. Lawrence și Virginia Woolf. În 1910 i s-a acordat Ordinul Britanic de Merit.
La scurt timp după deces, corespondența și notele sale au fost arse de executorul său. Doisprezece dosare au rămas, unul din ele conținând note și extrase de articole de ziar din anii 1820, folosite de Hardy în ultimele sale lucrări.

## Opera
Romanele lui Hardy se desfășoară în comitatul fictiv Wessex (în parte real, în parte imaginar), care a păstrat numele regatului Anglo-Saxon care a existat în zonă. Peisajul a fost modelat după comitatele reale Berkshire, Devon, Dorset, Hampshire, Somerset și Wiltshire, cu locuri fictive bazate pe așezări reale. Hardy a descris epoca dinaintea căilor ferate și a revoluției industriale care au schimbat Anglia rurală. Operele sale au un ton pesimist și conțin o ironie amară, iar stilul său de scris este necizelat, dar lasă o impresie profundă. Hardy avea ochi pentru detalii amănunțite, ca de exemplu întinderea petei de sânge pe tavan de la sfârșitul romanului Tess of the d'Urbervilles sau nota de sinucidere din Jude the Obscure (trad. română Jude Neștiutul); el a păstrat articole și reportaje decupate din ziare, pe care le-a folosit ca detalii în romanele sale.
Primul roman al lui Hardy, The Poor Man and the Lady, terminat prin 1867, nu a fost preluat de nici o editură, iar Hardy a distrus manuscrisul; s-au păstrat doar fragmente. A fost încurajat de mentorul și prietenul său, scriitorul George Meredith, să încerce din nou. Desperate Remedies (1871) și Under the Greenwood Tree (1872) au fost publicate anonim. În 1873 A Pair of Blue Eyes, bazat pe curtea făcută de Hardy primei sale soții, a fost publicat sub numele propriu.
Hardy a declarat că a folosit comitatul Wessex pentru prima dată în Far from the Madding Crowd (trad. română Departe de lumea dezlănțuită) în (1874), următorul roman al său (și primul semnificativ). Romanul s-a bucurat de succes suficient pentru ca Hardy să poată renunța la activitatea arhitecturală și să se dedice carierei literare. Pe durata următorilor 25 de ani, Hardy a semnat încă zece romane. El însuși s-a referit la cele mai bune titluri ale sale ca "romane de caracter și împrejurări". Hardy a fost un pesimist care a subliniat forțele impersonale și în general negative ale soartei asupra oamenilor simpli ai clasei muncitoare despre care a scris. 
Hardy și soția s-au mutat de la Londra la Yeovil și după aceea la Sturminster Newton, unde a scris The Return of the Native (1878). În 1885 s-au mutat pentru ultima oară, la Max Gate, o casă de lângă Dorchester proiectată de Hardy și construită de fratele său. Acolo a scris romanele The Mayor of Casterbridge (1886) (trad. Primarul din Casterbridge), The Woodlanders (1887) (Pădurenii) și Tess of the d'Urbervilles (1891), din care ultimul a fost criticat pentru prezentarea prea înțelegătoare a unei "femei ușoare" și inițial i s-a refuzat publicarea. Subtitlul acestuia, A Pure Woman / Faithfully Narrated (O femeie pură / povestit cu fidelitate), a fost intenționat să ridice sprâncenele clasei de mijloc din era Victoriană.
Jude the Obscure (Jude neștiutul), publicat în 1895, a fost întâmpinat cu proteste și mai intense din partea publicului din era Victoriană pentru modul deschis tratează actele sexuale, și a fost adesea referit cu titlul "Jude the Obscene" (Jude obscenul). Romanul a fost foarte criticat pentru aparentul atac asupra instituției căsătoriei, și a contribuit la răcirea și mai gravă a relațiilor deja dificile dintre Hardy și soția sa, deoarece Emma Hardy a îngrijorat-o ideea că Jude the Obscure ar putea fi interpretat ca fiind un roman autobiografic. Unii vânzători de carte au vândut romanul în pungi de hârtie maro, iar episcopul de Wakefield este reputat că a ars un volum.
În ciuda acestor critici, Hardy devenise deja o celebritate în literatura engleză la începutul anilor 1900, fiind autorul mai multor romane foarte bine vândute. Totuși el a fost dezgustat de modul în care publicul a primit două din cele mai importante lucrări ale sale, și a renunțat să scrie noi romane. Câțiva critici literari sunt de părere că Hardy nu prea mai avea ce să scrie, epuizând creativ tonul din ce în ce mai fatalist al romanelor sale, între care Jude fiind punctul culminant.
Hardy și-a împărțit romanele și colecțiile de nuvele în trei categorii:

### Romane despre caracter și natură
- The Poor Man and the Lady (1867, nepublicat și pierdut)
- Under the Greenwood Tree (1872)
- Far from the Madding Crowd (Departe de lumea dezlănțuită, 1874)
- The Return of the Native (Întoarcerea băștinașului, 1878)
- The Mayor of Casterbridge (Primarul din Casterbridge, 1886)
- The Woodlanders (1887)
- Wessex Tales (1888, colecție de povestiri)
- Tess of the d'Urbervilles (1891)
- Life's Little Ironies ( Micile ironii ale vietii, 1894, colecție de povestiri)
- Jude the Obscure (Jude neștiutul, 1895)

### Romane de dragoste și fantezii
- A Pair of Blue Eyes ( Doi ochi albastri, 1873)
- The Trumpet-Major (1880)
- Two on a Tower ( Idila pe un turn, 1882)
- A Group of Noble Dames (1891, colecție de povestiri)
- The Well-Beloved (1897) (publicat sub formă de serial în 1892).

### Romane de candoare
- Desperate Remedies (1871)
- The Hand of Ethelberta (1876)
- A Laodicean (1881)

Hardy a mai scris povestiri scurte și un roman în colaborare, intitulat The Spectre of the Real (Fantoma realului)(1894). Altă colecție de povestiri, în afara celor menționate mai sus, este A Changed Man and Other Tales (Un om schimbat și alte povești), 1913. Operele sale au fost publicate în antologiile de 24 de volume a ediției Wessex (1912-1913) și 37 de volume în ediția Mellstock (1919-1920). Biografia sa, în mare parte scrisă de el însuși, apare sub numele celei de-a doua soții, în două volume apărute între anii 1928-1930, cu titlul The Early Life of Thomas Hardy, 1840-1891 (Tinerețea lui Thomas Hardy) și The Later Years of Thomas Hardy, 1892-1928; actualmente apărută într-un singur volum sub titlul The Life and Work of Thomas Hardy (Viața și opera lui Thomas Hardy) în 1984.

### Poezie (selecții)
- Wessex Poems and Other Verses (Poezii din Wesex și alte versuri, 1898)
- Poems of the Past and Present (1901)
- The Dynasts|The Dynasts, Part 1 (Suveranii, partea 1, 1904)
- The Dynasts|The Dynasts, Part 2 (Suveranii, partea 2, 1906)
- The Dynasts|The Dynasts, Part 3 (Suveranii, partea 3, 1908)
- Time's Laughingstocks and Other Verses (1909)
- Satires of Circumstance (1914)
- Collected Poems (1919, parte din ediția Mellstock)
- Late Lyrics and Earlier with Many Other Verses (1922)
- Human Shows, Far Phantasies, Songs and Trifles (1925)
- Winter Words in Various Moods and Metres (Cuvinte de iarnă în diverse moduri și metrici, 1928, publicat post-mortem)

### Dramă
- The Famous Tragedy of the Queen of Cornwall (1923)

### Poezii
- The Dead Man Walking
- At Castle Boterel
- Afterwards
- On the Departure Platform
- The Robin
- The Oxen

## Vezi și
- John Cowper Powys
- Listă de scriitori englezi